# Bebearia braytoni
Bebearia braytoni är en fjärilsart som beskrevs av Sharpe 1907. Bebearia braytoni ingår i släktet Bebearia och familjen praktfjärilar. Inga underarter finns listade i Catalogue of Life.